# Coet Electron
Electron és un vehicle de llançament orbital de dues etapes d'un sol ús (amb una tercera etapa opcional) desenvolupat per l'empresa aeroespacial estatunidenca Rocket Lab per cobrir el segment de llançament de satèl·lits petits (CubeSats). El seus motors Rutherford són el primer motor de coet propulsat per bomba elèctrica per alimentar un coet orbital.
El desembre de 2016, Electron va completar el seu vol de qualificació. Es va llançar el primer coet el 25 de maig de 2017, arribant a l'espai però sense assolir l'òrbita. Durant el seu segon vol el 21 de gener de 2018, Electron va arribar a l'òrbita i va desplegar tres CubeSats. El primer llançament comercial de l'Electron, i el tercer llançament en general, va ser l'11 de novembre de 2018, posant en òrbita diversos CubeSats.